# Conophyma uvarovi
Conophyma uvarovi is een rechtvleugelig insect uit de familie Dericorythidae. De wetenschappelijke naam van deze soort is voor het eerst geldig gepubliceerd in 1915 door Semenov.